# Lindisfarne Priory
Lindisfarne Priory är en fornlämning i Storbritannien.   Den ligger i grevskapet och kommunen Northumberland i riksdelen England, i den centrala delen av landet, 500 km norr om huvudstaden London. Lindisfarne Priory ligger 11 meter över havet. Den ligger på ön Lindisfarne.
Terrängen runt Lindisfarne Priory är huvudsakligen platt, men åt sydväst är den kuperad. Havet är nära Lindisfarne Priory åt nordost.  Närmaste större samhälle är Berwick-upon-Tweed, 17,8 km nordväst om Lindisfarne Priory. 